# Brabham BT59Y
Pour les articles homonymes, voir Brabham.
Chronologie des modèles (1991)
Brabham BT59 Brabham BT60Y
La Brabham BT59Y est la première monoplace engagée par l'écurie britannique Brabham Racing Organisation lors du championnat du monde de Formule 1 1991. Elle est pilotée par les Britanniques Martin Brundle, qui fait son retour dans l'écurie après une année passée en dehors de la Formule 1, et Mark Blundell, qui effectue sa première saison dans la discipline. La BT59Y fait partie des monoplaces aux carrières les plus brèves de la discipline puisqu'elle n'a été engagée que pour deux épreuves : les Grands Prix des États-Unis et du Brésil en 1991.
La BT59Y est en réalité une Brabham BT59 de la saison 1990 mise en conformité pour respecter le règlement technique. Pourtant, elle différencie de sa devancière par son moteur Yamaha OX 99, utilisé aux dépens du moteur Judd EV qui équipait l'écurie pendant les deux saisons précédentes.

## Historique
Pour sa première course, disputée aux États-Unis sur le circuit urbain de Phoenix, Martin Brundle se qualifie en douzième position avec un retard de quatre secondes sur la pole position d'Ayrton Senna alors que Mark Blundell doit se contenter de la vingt-quatrième place à une seconde et demie de son coéquipier. En course, Blundell, qui remonte à la dix-septième place, abandonne au trente-deuxième tour à la suite d'un accident alors que Brundle, longtemps en dernière position alors qu'il s'est hissé à la dixième place pendant les huit premiers tours, finit la course en onzième position à huit boucles du vainqueur, Ayrton Senna,.
La BT59Y est ensuite engagée au Grand Prix du Brésil. En qualifications, Mark Blundell domine son expérimenté coéquipier en se qualifiant en vingt-cinquième position alors que Martin Brundle est le vingt-sixième et dernier qualifié, à quatre secondes et huit dixièmes de la pole de Senna. En course, Blundell abandonne au trente-quatrième tour à la suite d'une panne moteur tandis que Brundle termine douzième à quatre tours de Senna.
La BT59Y est remplacée par la Brabham BT60Y à partir du Grand Prix suivant, disputé à Saint-Marin.

## Résultats en championnat du monde de Formule 1
| Saison | Écurie                        | Moteur          | Pneumatiques | Pilotes        | Courses | Courses | Courses | Courses | Courses | Courses | Courses | Courses | Courses | Courses | Courses | Courses | Courses | Courses | Courses | Courses | Points inscrits | Classement |
| Saison | Écurie                        | Moteur          | Pneumatiques | Pilotes        | 1       | 2       | 3       | 4       | 5       | 6       | 7       | 8       | 9       | 10      | 11      | 12      | 13      | 14      | 15      | 16      | Points inscrits | Classement |
| ------ | ----------------------------- | --------------- | ------------ | -------------- | ------- | ------- | ------- | ------- | ------- | ------- | ------- | ------- | ------- | ------- | ------- | ------- | ------- | ------- | ------- | ------- | --------------- | ---------- |
| 1991   | Motor Racing Developments Ltd | Yamaha OX99 V12 | Goodyear     |                | USA     | BRÉ     | SMR     | MON     | CAN     | MEX     | FRA     | GBR     | ALL     | HON     | BEL     | ITA     | POR     | ESP     | JAP     | AUS     | 3*              | 10e        |
| 1991   | Motor Racing Developments Ltd | Yamaha OX99 V12 | Goodyear     | Martin Brundle | 11e     | 12e     |         |         |         |         |         |         |         |         |         |         |         |         |         |         | 3*              | 10e        |
| 1991   | Motor Racing Developments Ltd | Yamaha OX99 V12 | Goodyear     | Mark Blundell  | Abd     | Abd     |         |         |         |         |         |         |         |         |         |         |         |         |         |         | 3*              | 10e        |

Légende : ici 

* 3 points marqués avec la Brabham BT60Y.